# João Baptista de Lacerda
João Baptista de Lacerda, né le 12 juillet 1846 à Campos dos Goytacazes et mort le 6 août 1915 à Rio de Janeiro, est un médecin et scientifique brésilien, et un des pionniers de la physiologie expérimentale et de la pharmacologie dans son pays.

## Biographie
Il est le fils du médecin João Baptista de Lacerda et de Maria d’Assumpção Coni de Lacerda. Diplômé en médecine de la faculté de médecine de Rio de Janeiro, il retourne à Campos dos Goytacazes pour ouvrir un cabinet privé. Peu de temps après, il est nommé par le ministre de l'Agriculture directeur adjoint de la section d'anthropologie, de zoologie et de paléontologie du Musée national de l'université fédérale de Rio de Janeiro, récemment créé par l'empereur Pierre II. Plus tard, il assume également la direction associée du Laboratoire de physiologie expérimentale sous la direction du physiologiste français Louis Couty. Lacerda mène avec succès un certain nombre de recherches expérimentales sur le curare et les poisons des serpents, grenouilles et lézards du Brésil. L'une de ses découvertes importantes est l'utilisation du permanganate de potassium pour traiter les morsures de serpent. En archéo-anthropologie, il est l'un des premiers à étudier des fossiles humains au Brésil et reçoit la médaille de bronze de l'Exposition anthropologique du Trocadéro à Paris en 1878.
Travailleur infatigable, il commence des recherches en microbiologie, sur le béribéri et sur la fièvre jaune. Il étudie aussi des maladies infectieuses chez les chevaux et les bovins. La plupart des recherches de son laboratoire sont publiées dans le propre périodique du Musée national, les Arquivos do Museu Nacional, ainsi que dans d'autres revues nationales et étrangères.
Après le décès de Couty, Lacerda devient directeur du laboratoire. Il est ensuite nommé directeur général du Musée national et président de l'Académie nationale de médecine du Brésil (pt) de 1893 à 1895.